# Борис Гуджунов
Борис Гуджунов (нар.22 травня 1941, Пазарджик — пом.14 червня 2015, Софія) — популярний болгарський естрадний співак кінця 1960-тих років. Виконував пісні Атанаса Косева. За оцінкою критиків, це болгарський Френк Сінатра[джерело?]. Його хіт «Надежда» існує у семи мовних версіях.

## Біографія
Закінчив Національну академію театрального та кіномистецтва імені Крастьо Сарафова, а також Школу поп-співаків Болгарського національного радіо. За короткий час став солістом гурту «Срібні браслети». Згодом соліст оркестру «Софія». Автор текстів до власних пісень. Після 1965 року — справжня слава у Болгарії.
Співав також англійською (у стилі кантрі) та московською мовою, зокрема пісня «Трави пахнуть м'ятою» стала хітом у країнах СССР наприкінці 1960-тих.
Виконана Гуджуновим пісня у стилі кантрі Green Green Grass of Home, траткувалася деким як демарш напередодні вторгнення військ Варшавського блоку до Чехії 1968. Однак це не завадило індустрії болгарської поп-музики активно просувати творчість Гуджунова на ринки країн соціалістичного табору, фірма грамзапису «Балкантон» свідомо позиціонувала його як болгарського Френка Сінатру.
Провів багато успішних турів в Україні, РФ, Польщі, Сербії, Туреччині та східній Німеччині.

### Після авіакатастрофи
Гуджунов — один із небагатьох, хто вижив під час авіакатастрофи болгарського літака Іл 21 грудня 1971 — на його борту, зокрема, живцем згоріла зірка болгарської естради та подруга Гуджунова — Паша Христова. Після цього він фактично зник зі сцени. Щоправда у 1990-х Гуджунов, Борислав Ґранічаров та Боян Іванов створили тріо «Бо-Бо-Бо».
1998 отримав Ґран-прі «Золотий Орфей» за пісенну творчість.

## Особисте життя
Борис Гуджунов був одружений з болгаркою, виховували сина, який нині живе у Великій Британії. 1981 познайомився з польською громадянкою Елжбетою, з якою пізніше одружився. Разом виховували сина Кристіяна.
Помер 2015 від ускладнень від діабету.

## Дискографія
| Рік  | Албом                                     | Формат          | Лейбл       |
| ---- | ----------------------------------------- | --------------- | ----------- |
| 2003 | «21 хита» — збірник                       | CD              | Варна саунд |
| 2000 | «Чичото Бон-Бон» Борис Гуджунов и Бон-Бон | CD              | Чако мюзик  |
| 1995 | «Добруджанка»                             | МС-аудіо касета | Рива саунд  |
| 1977 | «Борис Гуджунов»                          | LP              | Балкантон   |

з Бо Бо Бо
| Рік  | Албом              | Формат           | Лейбл       |
| ---- | ------------------ | ---------------- | ----------- |
| 2007 | «Най-доброто…»     | CD               |             |
| 1997 | «Момчета с късмет» | МС- аудіо касета | (Балкантон) |